# Nermegy

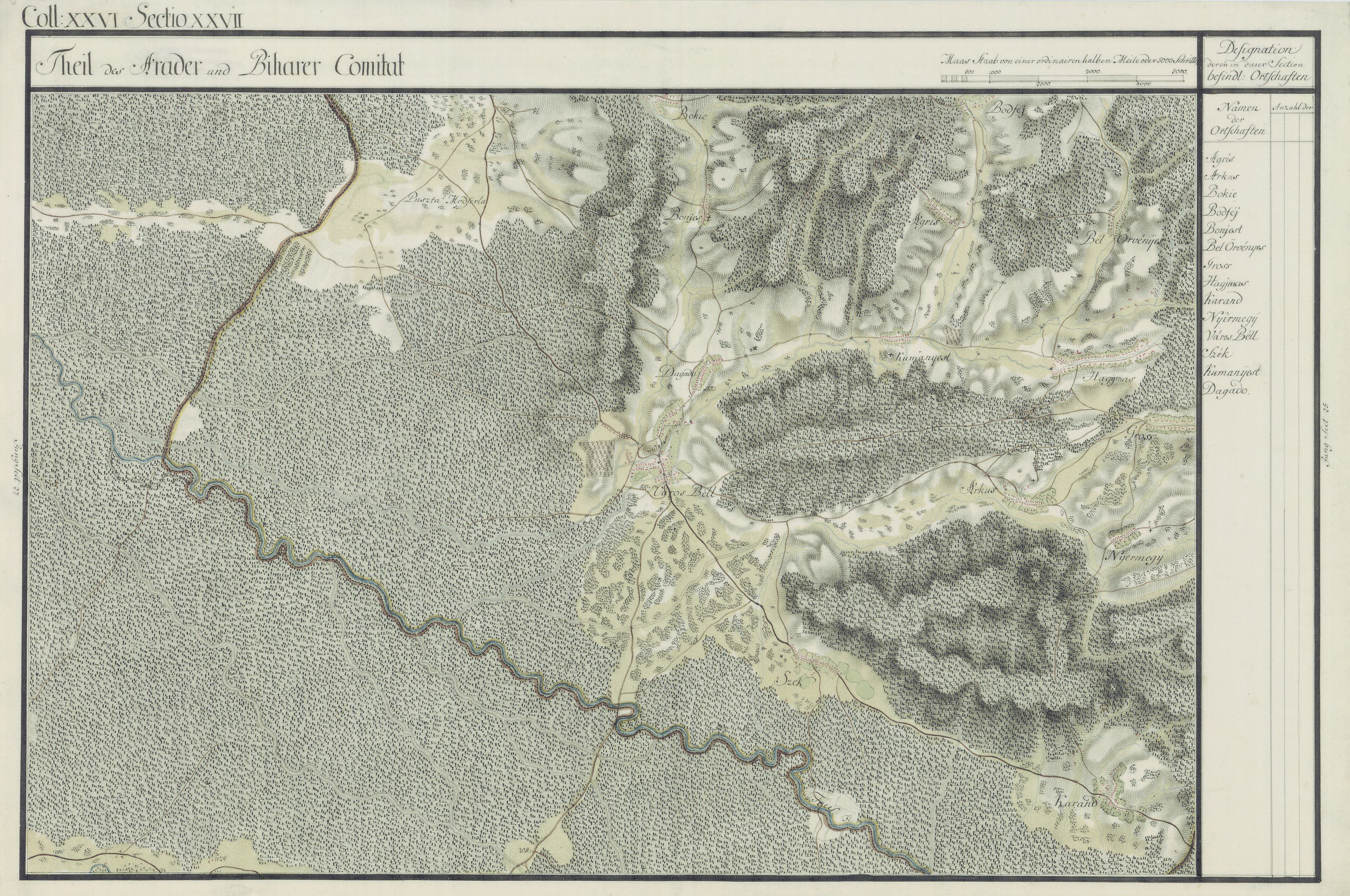
Nermegy egy 1700-as évekből való térképen

Nermegy (Nermiș), település Romániában, a Partiumban, Arad megyében.

## Fekvése
A Béli-hegység alatt, Borossebestől északnyugatra fekvő település.

## Története
Nermegy nevét 1580-ban említette először oklevél Nyrmeegh néven. 1692-ben Nyermigz, 1808-ban Nyermegy, 1913-ban Nermegy néven írták.
Nyermegy földesura a nagyváradi 1. számú püspök volt.
1910-ben 393 lakosából 380 román, 3 magyar volt. Ebből 386 görögkeleti ortodox, 4 izraelita volt.
A trianoni békeszerződés előtt Bihar vármegye Béli járásához tartozott.

## Nevezetességek
- Görög keleti temploma - 1850-ben épült.